# アレクサンドル・クルロビッチ
アレクサンドル・クルロビッチ（ロシア語: Александр Николаевич Курлович、1961年7月28日 - 2018年4月6日）は、旧ソビエト連邦（ベラルーシ）の重量挙げ選手。1988年ソウルオリンピック、1992年バルセロナオリンピックの金メダリストである。クルロビッチは、1983年から1994年にかけて、ウエイトリフティングの最も重い階級である110kg超級（108kg超級）において12回の世界記録を樹立した。
1984年、カナダで行われた大会に出場する際、アナトリ・ピサレンコ、ナショナルチームのトレーナーとともに、大量のアナボリックステロイドを所持していたことから、販売目的の不法所持の疑いにより税関で逮捕された。
2018年4月6日、心臓発作のため死去。56歳没。

## 実績
- オリンピック
  - 1988年ソウルオリンピック（+110kg級） 金メダル
  - 1992年バルセロナオリンピック（+110kg級） 金メダル
- 世界選手権
  - 1983年（+110kg級） 2位
  - 1987年（+110kg級） 1位
  - 1989年（+110kg級） 1位
  - 1991年（+110kg級） 1位
  - 1994年（+108kg級） 1位
- ヨーロッパ選手権
  - 1983年（+110kg級） 2位
  - 1989年（+110kg級） 1位
  - 1990年（+110kg級） 1位